# Leiuperinae
A Leiuperinae a kétéltűek (Amphibia) osztályába, a békák (Anura) rendjébe és a füttyentőbéka-félék (Leptodactylidae) családjába tartozó alcsalád.

## Elterjedése
Az alcsaládba tartozó békák Mexikó déli részétől Közép- és Dél-Amerikán át Chile és Argentína déli területeiig honosak.

## Taxonómiai helyzete
A Leiuperinae alcsalád viszonylag fiatal taxon. Frost és munkatársai a Bonaparte által alkotott Leiuperina taxont 2006-ban a Leptodactylidae család részének tekintették, míg Grant és munkatársai (2006) önálló családként ismerték el, ezt az álláspontot néhány forrás el is fogadta. Az Amphibian Species of the World Pyron és Wiens (2011) álláspontját követi és a taxont alcsaládként sorolja be. Az AmphibiaWeb egy ideig nem követte ezt a rendszert, de mára ők is alcsaládként sorolják be.

## Rendszerezésük
Az alcsaládba tartozó nemek:
- Edalorhina Jiménez de la Espada, 1870
- Engystomops Jiménez de la Espada, 1872
- Physalaemus Fitzinger, 1826
- Pleurodema Tschudi, 1838
- Pseudopaludicola Miranda-Ribeiro, 1926